# 三角洲部隊
美國陸軍第1特种部隊D作战分遣隊（英語：1st Special Forces Operational Detachment-Delta），俗称三角洲部隊（英語：Delta Force），是美国陆军的特种作戰部队，隶属于美國陸軍特种作战司令部及美國联合特种作战司令部。三角洲属于美国陆军特种部队范畴，卻又不隸屬美國陸軍特種部隊（綠扁帽）。
该部隊由美國陸軍上校查尔斯·贝克维兹组建，不論在建制形式、訓練方式及戰術等多方面都深受英國陸軍空降特勤隊的影響。目前三角洲部隊駐扎在北卡羅來納州的布拉格堡。
三角洲部隊與美國海軍特種作戰開發群（DEVGRU）同為美國特種作戰部隊中級別最高的第1層級（Tier 1）特別任務單位，其中前者的成員主要來自美國陸軍特種部隊及第75遊騎兵團。

## 架構與組織
三角洲部隊的架構曾被外國消息來源披露過，主要有幾個作戰中隊。
- A中隊（突擊）
- B中隊（突擊）
- C中隊（突擊）
- D中隊（突擊）
- E中隊（飛行單位，過去被稱為Seaspray）
- G中隊（過去的作戰支援部隊，擴編後專門負責先遣隊與偵察）
- H中隊 （戰鬥支援中隊，成員包括大規模毀滅性武器專家、爆裂物處理專家、醫療人員、訊號情報專家等專家）

## 历史
1970年代，世界各地恐怖活動盛起，各國開始建立自己的反恐部隊。美國政府也不甘落後，決定組建一個全職的反恐單位以應付潛在的恐襲威脅。
早於1960年代初，美國政府官員和軍隊高層就已經準備好要建立一支特種部隊。越戰老兵兼美國陸軍特種部隊軍官，查爾斯·貝克維茲，曾在英國陸軍第22特種空勤團中作為一名交換生服役，並隨同英軍一同參與了馬來亞危機的軍事行動。回國後，貝克維茲向美國軍方上交一份詳盡的報告，指陸軍還沒有一支能夠媲美特種空勤團的軍事部隊。儘管當時的美國陸軍特種部隊已專注於非傳統作戰，貝克維茲仍然希望成立一支隱蔽的小規模精英部隊，其隊員必須精通各種特殊技能，可用於執行直接行動和反恐任務。最初，政府和軍方高層並不買帳，拒絕成立一支跟現有概念不同的部隊。
後來在1970年代中期，意識到世界各地恐襲四起，五角大樓和陸軍高層委任貝克維茲去組建這支他一直希望成立的新部隊。
三角洲部隊最終在1977年11月由貝克維茲和托馬斯·亨利上校正式成立。
該部隊最初的隊員是挑選自志願者，後在1978年初才新增了特別篩選考試。篩選過程中考生必須通過一系列攜帶重裝備進行山地行軍，目的是要測試他們的耐力、體力、意志力和精神力。首個訓練課程於1978年4月—9月間進行。三角洲部隊在伊朗人質危機前夕的1979年秋季正式獲得軍方認可，成為一支可執行任務的部隊。
1979年11月4日，53名美國外交官和公民遭伊朗扣押在美國駐德黑蘭大使館當作人質，美國政府原先決定在1980年4月派出三角洲部隊以武力前往營救，行動代號“鷹爪”，預定在24—25日進行，最終因直升機發生機件故障而中止行動。這次行動的失敗直接促成第160特種作戰航空團的成立，其後美軍也創立了可從事海上反恐作戰的海豹六隊（現稱：海軍特種作戰開發群），同時還建立了聯合特種作戰司令部以指揮和管轄美軍各支反恐部隊。
由於三角洲部隊參與的大部份行動都是保密的，公眾或無法輕易得知其任務內容及行動細節。不過，其部份較高調的行動已為大眾所知悉。包括在入侵巴拿馬期間的正義之師行動，三角洲部隊抓獲了巴拿馬獨裁者，曼努埃爾·諾列加。其他著名的三角洲部隊行動有索馬利亞內戰期間的哥特蛇行動，以及在持久自由行動及伊拉克自由行動期間的多次反恐作戰。
1999年，费城新闻报记者馬克·鲍登出版了纪实文学《黑鷹墜落：一個現代戰爭的故事》，该书記錄了發生於1993年10月3日摩加迪休之戰的战况。書中簡短地提及了三角洲部隊在該次战役中的一些行動，該情節後來被拍攝成為電影──《黑鷹計畫》。
2019年10月26日，三角洲部隊成功突襲伊斯蘭國領袖，阿布·貝克爾·巴格達迪於敘利亞巴里沙的藏身之處，行動中巴格達迪引爆自殺式炸彈身亡。

## 挑選與訓練過程
三角洲特种部队的成员主要从美國陸軍特種部隊和美國陸軍遊騎兵部隊中招募，除此之外，也接受其他来自陆上部队的志愿者（包括国民警卫队和预备役）。
自20世纪90年代以来，陆军曾发布过几次招聘美国陆军第一特种部队D作战分遣队人员的广告，人们认为这事实上就是在为三角洲特种部队招募人员。但陆军从来没有发布过任何对于该部队的官方情况说明。
三角洲特种部队的招募对象通常是有特殊技能的人，比如精通外语或其他有用技能。选拔测试以标准测试开始，其中包括：伏地挺身、仰卧起坐和3英里长跑。经过标准测试后，希望加入三角洲的志愿者们将进行数次负重夜间陆上定向长跑（初始负重为45磅(約20公斤)重背包，距离18英里）。每完成一次，背包的重量和长跑距离都会增加，而规定完成时间却减少。体能测试的最后一关是负重45磅的、长达40英里的、极其崎岖的山地长跑，规定完成时间不详。据称只有五角大楼中保密等级最高的人才可以阅读所有测试的规定完成时间，而测试的内容和测试条件是归三角洲训练部制定。选拔测试的心理部分是从不计其数的心理测试开始。志愿者们将与三角洲的指挥官以及其他组员进行谈话。如果一个人成功入选三角洲特种部队，他将进行6个月的训练轮换／试用期，他将进行武器精确射击和使用其他武器的训练。

## 參與行動
| 行動                                                        | 國家           | 年份   |
| ----------------------------------------------------------- | -------------- | ------ |
| 鷹爪行動                                                    | 伊朗           | 1980年 |
| 緊急狂暴行動                                                | 格瑞那達       | 1983年 |
| 酸澀初始行動                                                | 巴拿马         | 1989年 |
| 正當防衛行動                                                | 巴拿马         | 1989年 |
| 沙漠之盾行動                                                | 伊拉克         | 1990年 |
| 沙漠風暴行動                                                | 伊拉克         | 1991年 |
| 重建希望行動                                                |                | 1992年 |
| 艾琳行動 （又稱摩加迪沙之戰，行動經過被改成電影黑鷹計劃。） |                | 1993年 |
| 持久自由軍事行動                                            | 阿富汗         | 2001年 |
| 巨蟒行動 （持久自由軍事行動的一部份）                       | 阿富汗         | 2002年 |
| 自由伊拉克行動                                              | 伊拉克         | 2003年 |
| 消除警戒行動                                                | 伊拉克         | 2004年 |
| 堅定決心行動                                                | 敘利亞與伊拉克 | 2014年 |

## 著名成員
- 查理·貝克衛斯上校：三角洲特種部隊創立人。
- 威廉·柏金（William G. Boykin）中將：於1992年至1995年擔任三角洲特種部隊指揮官。
- 加利·哥頓（Gary Ivan Gordon）一等士官長：於1993年10月3日，摩加迪沙之戰中殉職，獲發榮譽勳章。
- 蘭迪·舒哈特（Randy David Shughart）二等士官長：於1993年10月3日，摩加迪沙之戰中殉職，獲發榮譽勳章。
- 保羅·賀威（Paul Howe）二等士官長：於摩加迪沙之戰中是三角洲特種部隊的隊長，電影《黑鷹計畫》中二等士官長杰夫·桑德森的人物原形。
- 拉利·維克斯（Larry Vickers）：前三角洲隊員，曾參與正義之師行動，退役後曾為黑克勒-科赫（Heckler & Koch）工作，參與了HK416、HK417及HK45等槍械的開發，現擁有戰術品牌Vickers Tactical，目前於YouTube的頻道活躍中。[4]
- 喬許．惠勒（Joshua Wheeler）士官長：於突擊ISIS位於伊拉克北部哈維加（Hawija）的一個監獄解救70名人質時，不幸中彈身亡，獲發紫心勳章。
- 泰勒·格雷（Tyler Grey）：曾於第75遊騎兵團和三角洲部隊中服役，於2005年在伊拉克一次行動中被炸至重傷後退役。現為一名演員，目前擔任美劇《海豹突擊隊》的制片人和技術指導員，同時在作品中飾演DEVGRU幹員“特倫特”（Trent）。
- Tu Lam：越南裔美國人，於18歲加入美國陸軍，從軍22年間曾在陸軍特種部隊和三角洲部隊服役，暱稱為“浪人”（Ronin）。目前是一名武術家和戰術品牌“Ronin Tactics”的擁有者。電子遊戲《決勝時刻：現代戰爭》中的其中一名特戰兵，“洛麟”就是直接以他作原型。
- 奧斯汀·米勒（Austin Miller）：曾在三角洲部隊服役的前美國陸軍上將。

## 已知裝備

### 個人武器

#### 手槍
| 武器名稱 | 原產地 | 備註                           | 參考資料 |
| -------- | ------ | ------------------------------ | -------- |
| M1911A1  | 美国   | 包括各種定制改裝版本；已退役   | [ 5 ]    |
| HK P7M13 | 德国   | 成立初期採用的手槍，目前已退役 | -        |
| M9       | 義大利 | 已退役                         | -        |
| 格洛克17 | 奥地利 | 包括最新的Gen 5版本            | [ 5 ]    |
| 格洛克19 | 奥地利 | -                              | [ 5 ]    |
| 格洛克22 | 奥地利 | -                              | [ 5 ]    |
| 格洛克26 | 奥地利 | -                              | [ 5 ]    |
| STI 2011 | 美国   | -                              | -        |

#### 衝鋒槍
| 武器名稱 | 原產地 | 備註                           | 參考資料 |
| -------- | ------ | ------------------------------ | -------- |
| M3A1     | 美国   | 已退役                         | [ 5 ]    |
| MAC M-10 | 美国   | 已退役                         | -        |
| 瓦爾特MP | 德国   | 已退役                         | [ 5 ]    |
| HK SMG   | 德国   | 已退役                         | -        |
| HK MP5   | 德国   | 採用型號為MP5A3、MP5SD和MP5K等 | [ 5 ]    |

#### 突擊步槍／戰鬥步槍
| 武器名稱        | 原產地 | 備註 | 參考資料 |
| --------------- | ------ | --- | -------- |
| M16A1／A2       | 美国   | 已退役                                                                                                   | [ 5 ]    |
| CAR-15          | 美国   | 包括柯特733型，80—90年代的制式卡賓槍，已退役                                                             | [ 5 ]    |
| M4A1            | 美国   | 21世紀初的制式卡賓槍，已退役                                                                             | [ 5 ]    |
| Mk 18 Mod 0     | 美国   | 已退役                                                                                                   | -        |
| HK416           | 德国   | 為目前裝備的主力步槍，2010年代中期開始普遍的換上Geissele SMR護木，多數成員使用10.4吋槍管，部份使用14.5吋 | [ 5 ]    |
| SIG MCX LVAW    | 美国   | .300 AAC BLK口徑型，僅少量測試                                                                           | -        |
| SIG MCX Rattler | 美国   | - | -        |
| SIG MCX LT      | 美国   | 新型制式步槍                                                                                             |          |
| M14             | 美国   | 已退役                                                                                                   | -        |
| HK G3           | 德国   | 已退役                                                                                                   | -        |
| KAC SR-25K      | 美国   | 使用16英寸槍管                                                                                           | -        |

#### 狙擊步槍
| 武器名稱      | 原產地 | 備註       | 參考資料 |
| ------------- | ------ | ---------- | -------- |
| M21 SWS       | 美国   | 已退役     | -        |
| M24 SWS       | 美国   | 已退役     | -        |
| 精密國際AWM   | 英国   | -          | -        |
| Surgeon CSR   | 美国   | -          | -        |
| KAC M110 SASS | 美国   | -          | -        |
| Seekins SP10M | 美国   | -          | -        |
| M110A1 CSASS  | 德国   | -          | -        |
| 巴雷特M107    | 美国   | 反器材步槍 |          |

#### 輕機槍／通用機槍
| 武器名稱 | 原產地 | 備註   | 參考資料 |
| -------- | ------ | ------ | -------- |
| M60      | 美国   | 已退役 | -        |
| HK21     | 德国   | 已退役 | -        |
| M249 SAW | 美国   |        | -        |
| Mk 46    | 美国   |        | -        |
| Mk 48    | 美国   |        | -        |

#### 霰彈槍
| 武器名稱      | 原產地 | 備註                               | 參考資料 |
| ------------- | ------ | ---------------------------------- | -------- |
| M870          | 美国   | 用於破門                           | -        |
| KAC Masterkey | 美国   | 下掛於步槍護木下，用於破門；已退役 | -        |
| M1014         | 義大利 | -                                  |          |

#### 榴彈發射器
| 武器名稱 | 原產地 | 備註                              | 參考資料 |
| -------- | ------ | --------------------------------- | -------- |
| M203     | 美国   | 可下掛在M4A1護木下，目前已退役    | -        |
| M320     | 德国   | 可下掛在HK416護木下，也可單獨使用 | -        |

#### 反裝甲武器
| 武器名稱        | 原產地 | 備註                   | 參考資料 |
| --------------- | ------ | ---------------------- | -------- |
| M72 LAW         | 美国   | 用完即棄               | -        |
| AT4             | 瑞典   | 命名為“M136”，用完即棄 | -        |
| FGM-148標槍飛彈 | 美国   | 自主導引，用完即棄     | -        |

### 個人裝備
- 作戰服
  -  美國林地迷彩（英语：U.S. Woodland）（已退役）
  -  沙漠迷彩制服（英语：Desert Camouflage Uniform）（已退役）
  -  陸軍作戰服（通用迷彩樣式；已退役）
  -  MARPAT（英语：MARPAT）迷彩作戰服（曾在敘利亞行動期間使用）
  -  AOR-2迷彩作戰服（曾在敘利亞行動期間使用）
  -  Crye Precision Gen 2 AC、Gen 3作戰服（Multicam樣式）
- 戰術頭盔
  -  Pro-Tec Classic Full Cut（已退役）
  -  MICH-2000（已退役）
  -  MICH-2002（已退役）
  -  Crye Precision Airframe Helmet（已退役）
  -  Ops-Core FAST Ballistic（Multicam塗裝）
  -  Ops-Core FTHS（卡其色塗裝）
- 攜板背心
  -  MSA Paraclete RAV／RMV（已退役）
  -  LBT-6094（已退役）
  -  Crye Precision AVS
  -  Crye Precision JPC／JPC 2.0
- 抗噪耳機
  -  3M Peltor Comtac III
- 夜視儀
  -  AN/PVS-5（英语：AN/PVS-5）（已退役）
  -  AN/AVS-10（已退役）
  -  AN/PVS-23
  -  GPNVG-18
- 戰鬥刀
- 無線電
  -  AN/PRC-148（英语：AN/PRC-148）
- 各種手榴彈
- M18A1闊刀地雷

## 流行文化

### 電子遊戲
- 《三角洲特种部队系列》：三角洲部隊不僅在現實生活中出名，在電子世界也很出名，美國遊戲廠商NovaLogic就設計過三款為三角洲部隊量身打造的第一人稱3DRPG/FPS的遊戲：
  - 《三角洲特种部队》
  - 《三角洲特种部队：大地勇士》
  - 《三角洲特种部队：都市戰爭》
  - 《三角洲特种部队：刺刀特遣队》
  - 《三角洲特种部队：黑鹰坠落》
  - 《三角洲特种部队 黑鹰坠落：战队之刃》（三角洲特种部队：黑鹰坠落的扩展包）
  - 《三角洲特种部队：终极目标》
  - 《三角洲特种部队：终极目标2》
  - 《三角洲特种部队：安赫尔瀑布》
  - 《三角洲行動》
- 《絕對武力：一觸即發》：於刪除片段首個關卡“黑鷹計劃”中，玩家扮演被擊落在北非某國的黑鷹直升機內倖存的海豹六隊幹員，其任務是要與另一名倖存的三角洲部隊狙擊手會合，並一同抵達接應地點。
- 《決勝時刻：現代戰爭3》：戰役模式中其中一名玩家角色，“寒霜”（Frost）所隸屬的部隊是三角洲部隊的合金小隊（Team Metal）。該部隊執行了多次關鍵的特種作戰，包括在美國本土反擊俄軍部隊的攻勢、支援被俄羅斯入侵的法國和德國、抓捕恐怖份子，以及跟141特遣隊一同拯救被綁架的俄羅斯總統父女等。另外三角洲部隊在特種行動和多人模式亦有登場。造型上穿著多地形迷彩作戰服及戰術背心，同時頭戴Ops-Core FAST頭盔、護目風鏡及抗噪耳機。
- 《榮譽勳章》：戰役模式中其中一名玩家角色為隸屬“AFO狼群”（AFO Wolfpack）的三角洲部隊幹員，“道斯”（Deuce）。遊戲背景設定為2002年持久自由行動期間的阿富汗。“AFO狼群”與“AFO海神”（AFO Neptune）所屬的海豹部隊幹員執行了針對塔利班的反叛亂作戰。
- 《榮譽勳章：鐵血悍將》：在聯機模式中“特種部隊D作戰分遣隊”（SFOD-D）作為“阿特拉斯特遣隊”（Task Force Atlas）所屬12支一級特種部隊內的其中一支部隊。其幹員穿著及使用DCU（英语：Desert Camouflage Uniform）迷彩的作戰服及裝備。
- 《虹彩六號：圍攻行動》：都市戰術反應部隊（GSUTR）所屬的幹員，“獨行俠”（Maverick）是一名退役的三角洲部隊幹員。

### 電影
- 《三角突擊隊》
- 《三角突擊隊2-銅牆鐵壁》
- 《黑鷹計劃》：電影中美國陸軍三角洲第1特種部隊作戰分隊與第75遊騎兵團一同參與了索馬里內戰的摩加迪休之戰。
- 《關鍵指令》：電影裡傑森·艾塞克飾演 美國陸軍第1特種部隊D作戰分隊的隊長布里格斯，小隊代號；先鋒6號。
- 《白宮末日》：電影裡傑森·克拉克飾演的雇傭兵埃米爾史坦茲，曾經在美國陸軍第1特種部隊D作戰分隊服役。劇情後半，進攻白宮的三架黑鷹直升機上載著的救援部隊也是。
- 《怒火邊界》：美軍派出三角洲部隊與美國緝毒局、聯邦調查局和中央情報局發起聯合行動，前往墨西哥執行掃毒作戰。
- 《13小時：班加西的秘密士兵》：在美國駐班加西領事館遇襲後，數名三角洲部隊幹員被派遣到班加西支援。

### 小說
- 《骗局》（Deception point）—— 丹·布朗（Dan Brown）

### 動畫
- 《軍火女王》：HCLI私人軍事承包商的其中一名僱傭兵，雷姆是退役三角洲部隊幹員及狙擊手。
- 《學園默示錄》：主人公之一的平野耕太曾經在黑水國際受訓，教官是前三角州部隊的士官長。